# Brigadier Lethbridge-Stewart
El Brigadier Sir Alistair Gordon Lethbridge-Stewart, simplemente llamado el Brigadier, es un personaje de ficción de la serie de ciencia ficción británica Doctor Who, interpretado por Nicholas Courtney. Es uno de los fundadores de UNIT, una organización internacional que defiende la Tierra de amenazas alienígenas, y sirve como comandante en el contingente británico. Después de 20 años tras su última aparición, el personaje regresó en el spin-off de la serie, The Sarah Jane Adventures, a finales de 2008. Tras la muerte de Courtney en 2011, el personaje del Brigadier fue retirado en una escena del episodio de Doctor Who, The Wedding of River Song, en la cual El Doctor recibe por teléfono la información de que el Brigadier ha muerto en paz mientras dormía.
Su padre aparece en el especial de Navidad de 2017, mencionando que deseaba que el Doctor cuidara de su familia e hijo.

## Historia del personaje
Alistair Gordon Lethbridge-Stewart nació en Escocia, según se dice en Terror of the Zygons. Conoció al Segundo Doctor en The Web of Fear (1968), cuando aparece como un coronel liderando un destacamento del ejército británico encargado de investigar al Yeti en el Metro de Londres. En su siguiente aparición en The Invasion (1968), había sido ascendido a Brigadier, y trabajaba en UNIT. Cuando el Segundo Doctor fue forzado a regenerarse en el Tercer Doctor y exiliarse a la Tierra, Lethbridge-Stewart le dio un trabajo como asesor científico en UNIT después de ayudar a derrotar una invasión de autones.
El Brigadier siempre se enfrentaba a lo desconocido con una implacable flema británica. Ha mostrado ser un verdadero guerrero en combate, implacable cuando es necesario, y heroico frente a las casi siempre grandes amenazas que UNIT y él enfrentaron a lo largo de los años. Finalmente, se retiró del ejército para enseñar matemáticas en un colegio público de Inglaterra en 1976, como se ve en Mawdryn Undead (1983).
Casi todas las historias del Tercer Doctor tenían lugar en la Tierra y mostraban con mucha frecuencia al Brigadier y a UNIT. Aunque no tuvo tanta presencia en los años siguientes, ha aparecido con cada uno de los Doctores de la serie clásica salvo el Sexto Doctor. Aunque Lethbridge-Stewart conoció al Doctor en su segunda encarnación, también conoció y trabajó con el Primer Doctor en el especial del décimo aniversario, The Three Doctors (1973), y una vez más en el del 20 aniversario, The Five Doctors. El Brigadier y el Sexto Doctor, así como encarnaciones posteriores, aparecerían juntos en otras publicaciones, aunque la canonicidad de esas apariciones es incierta.
Al ser uno de los personajes secundarios más populares de la serie, el Brigadier suele ser listado entre los acompañantes oficiales del Doctor. Es listado como tal por la BBC y fue incluido en un libro de John Nathan-Turner, antiguo productor de la serie, que hablaba de todos los acompañantes del Doctor.
La última aparición de Lethbridge-Stewart en un episodio televisivo de Doctor Who fue en 1989, en el serial del Séptimo Doctor, Battlefield. Convocado desde el retiro para enfrentarse a una invasión de caballeros de armadura de otra dimensión liderados por Morgana, se encontró una vez al lado del Doctor. Lethbridge-Stewart sirvió como su campeón del mundo al enfrentarse y matar al demoníaco Destructor de Mundos armado sólo con su revolver reglamentario y una carga de balas de plata.
Poco se mostró de la vida privada de Lethbridge-Stewart fuera de UNIT en la serie de televisión. Planet of the Spiders mencionó una relación suya con una mujer llamada Doris. En Battlefield estaba casado con ella (interpretada por Angela Douglas). En una entrevista para Doctor Who Magazine en 2005, Courtney dijo que creía que el Brigadier había tenido un matrimonio anterior con una mujer llamada Fiona, y que lo de Doris y él era una aventura, acabando su trabajo con su primer matrimonio.
Aunque Lethbridge-Stewart nunca apareció en la nueva serie, el personaje todavía vive en la etapa del Décimo Doctor. En la serie The Sarah Jane Adventures, en el episodio Revenge of the Slitthen, Sarah Jane Smith dice "dadle mi cariño al Brigadier". En el episodio del Décimo Doctor El cielo envenenado, el Doctor menciona que podrían usar "al Brigadier". Entonces le dicen que "Sir Alistair" está "perdido en Perú", indicando que el Brigadier ha sido armado caballero. Las primeras imágenes de archivo clásicas en aparecer en la nueva era fueron su fotografía en el ático de Sarah Jane Smith al principio del primer episodio de The Sarah Jane Adventures, Invasion of the Bane.
En 2008, Courtney volvió a aparecer en el papel en la historia de The Sarah Jane Adventures, Enemy of the Bane, y confirmó que era caballero varias veces: el Mayor Kilburne y Sarah Jane se dirigen a él como "Sir Alistair" y después él se presenta a la Sra. Wormwood como "Brigadier Sir Alister Gordon Lethbridge-Stewart". Este episodio menciona la misión de Perú, y también que le interrogan sobre ella. Sarah Jane le pide a Lethbridge-Stewart para acceder al "Archivo Negro" de UNIT un artilugio alienígena top secret. Sarah Jane prefiere evitar explicaciones oficiales, así como preguntas incómodas sobre Luke, su hijo creado genéticamente. En su vejez, el Brigadier ha desarrollado un disgusto por los nuevos modos de trabajo de UNIT y suele recordar los eventos que sucedían "en su época". Ahora camina con un bastón, pero se le ve conduciendo un Bentley al Archivo Negro de UNIT. Su mujer, probablemente Doris, es mencionada en este episodio. El Brigadier ayuda a Sarah Jane y Rani a escapar de UNIT, y después Sarah se enfrenta a Bane disfrazada de oficial de UNIT, disparándole con una pistola oculta en su bastón y matándolo.
En el episodio de The Sarah Jane Adventures, The Wedding of Sarah Jane Smith, Clyde Langer le dice a Peter Dalton que el Brigadier no puede asistir a la boda porque ha vuelto a Perú. Era intención del equipo de producción que Lethbridge-Stewart apareciera en la historia y conociera al Décimo Doctor, pero Courtney se estaba recuperando de un infarto y no pudo participar. Se vuelve a mencionar que está en Perú una vez más en Death of the Doctor. Clyde le describe como el amigo más antiguo de Sarah Jane: ella conoció al Doctor y a Sir Alistair en el mismo primer episodio del serial del Tercer Doctor, The Time Warrior (1974). Poco después de los eventos de Death of the Doctor, Sir Alistair enferma y es llevado a una casa de enfermería.
En La boda de River Song, el Undécimo Doctor telefonea a la enfermería de Sir Alistair para que se prepare para un viaje, pero una enfermera le dice con pena que el Brigadier ha muerto en paz "hace unos meses" y que ha hablado bien de él varias veces. El hecho de que el Doctor asumiera que el interlocutor al otro lado del teléfono reconociera su voz implicaría al menos que el Undécimo Doctor habría visitado al Brigadier en su enfermería. Es el segundo personaje en el universo de Doctor Who que recibe tales elogios como homenaje al fallecimiento de su actor, después de que su antiguo subordinado, el Doctor Harry Sullivan (Ian Marter) fue recordado con cariño por su colega Sarah Jane Smith un año antes en Death of the Doctor.
En El poder de tres (2012) se presenta a Kate Stewart, asesora científica de UNIT y la hija del Brigadier. Kate apareció originalmente en un spin-off sin licencia de 1995 titulado Downtime donde también aparecía el Brigadier. La última aparición del Brigadier en la serie se da en Muerte en el cielo (2014), en la que aparece resucitado en forma de Cyberman salvando a su hija y disparándole a Missy, evitando que su muerte cayera en la conciencia del Doctor. Al ser reconocido por el Doctor ambos se despiden con un saludo militar.

## Otras menciones
El Brigadier es mencionado por el Cuarto Doctor en The Android Invasion y por el Quinto Doctor en Castrovalva y Time-Flight. Imágenes suyas aparecen con todos los acompañantes salvo Leela en la pantalla del escáner de Resurrection of the Daleks. También aparece llamando al Doctor justo antes de su regeneración en Logopolis. El Décimo Doctor le menciona en el segundo episodio de la invasión Sontaran, The Poison Sky, cuando le dice al oficial al mando de UNIT, un coronel, que "En momentos como este, me vendría bien un Brigadier... no se ofenda". El coronel le responde, "No hay ofensa. Sir Alistair es un gran hombre, si no el mejor. Desafortunadamente, está perdido en Perú". En el especial de Navidad de 2017, el Duodécimo Doctor y el Primer Doctor salvan la vida a un Capitán del Ejército Británico durante la Primera Guerra Mundial durante la "Tregua de Navidad", que resulta ser el abuelo paterno, Archibald Hamish Lethbridge-Stewart, del Brigadier.